# 55-й окремий стрілецький батальйон (Україна)
55-й окремий стрілецький батальйон (55 ОСБ) — військове формування Сухопутних військ Збройних сил України. Входить до складу 63-ї окремої механізованої бригади.

## Історія
Батальйон формували в Тернополі.
На серпень 2024 року батальйон входив до складу 63-ї окремої механізованої бригади.
12 січня 2025 року у селищі Ямпіль Донецької області батальйон втратив загиблим комбата Михайла Коваля і начальника артилерії Володимира Ковальського.
На початку серпня 2025 року на офіційній сторінці бригади було повідомлення про реорганізацію в бригаді та переформатування 55-го окремого стрілецького батальйону у лінійний стрілецький батальйон

## Структура
- підрозділ БПЛА «Вурдалаки»[5]

## Втрати
- 12 січня 2025 — Коваль Михайло, комбат.[2][3]
- 12 січня 2025 — Ковальський Володимир, начальник артилерії.[2][3]
- 12 січня 2025 — Стащук Роман, водій.[2][3]